# 동방빙의화 ~ Antinomy of Common Flowers
『동방빙의화 〜 Antinomy of Common Flowers.』 （とうほうひょういばな アンティノミー・オブ・コモン・フラワーズ）는 동인 서클 황혼 프론티어 및 상하이 앨리스 환악단이 제작한 대전형 격투 게임이다.공식적으로 동방 Project 제15.5탄이라는 넘버링이 붙어 있다.
2017년 12월 29일 코믹마켓93에서 배포되고, 나중에 동인숍 등에서 위탁 판매되었으며, 2018년 1월 5일에는 Steam에서 배포가 개시되었다. 또한 2021년 4월 22일에는 퍼블리셔 Phoenixx 하에서 닌틴도 스위치와 PlayStation 4로의 이식 판매가 예정되어 있다. 동방 project의 공식 작품이 이식되는 것은 PlayStation 4판은 전작인 동방심비록으로부터 2번째 작품이 되지만, Nintendo Switch판은 본작이 최초가 된다.

## 시스템
본 작품은 사용 캐릭터로 '마스터'와 '슬레이브' 2명을 선출하는 태그 배틀 형식을 채용하고 있으며, 배틀 중에 교대하면서 싸움을 벌여 나간다.
캐릭터 선출 때 마스터는 철자 카드를 3장 중에서 1장 뽑게 된다.

## 줄거리
환상향에서는 어떤 인물이 다른 누군가에게 교체되는 완전 빙의라는 이변이 발생하였고, 그 원인은 환상향 주민들의 소문이 도시 전설 이변에 의해 구현된 것이었다. 레이무를 비롯해 수많은 캐릭터들이 그 이변을 조사하고 해결하기 위해 나선다.
하쿠레이 레이무 & 이바라키 카센 '퍼지는 완전빙의 소문'
퍼지기 시작한 완전 빙의 이변의 소문의 실태를 파헤치기 위해 조사를 개시한다. 총 4스테이지로 구성되어 있다.
키리사메 마리사 & 코메이지 코이시「순수하게 즐기는 두 사람」
같은 시기에 행동한 레이무와 대조적으로 싸움을 즐기면서 완전 빙의의 구조를 배우면서 조사에 나선다. 이후 레이무한테 안내된 라이브 무대에서 유카리의 조언으로 최흉인 두 사람을 상대한다. 총 5스테이지로 구성되어 있다.
카와시로 니토리 & 진심 완전빙의를 조사하라!
인공적인 완전빙의 샘플을 얻기 위해 조사에 나서지만, 니토리와 도레미를 만나면서 완전빙의는 꿈의 세계를 지배한다는 것을 알게 된다. 총 5스테이지로 구성되어 있다.
후타츠이와 마미조 & 후지와라노 모코우 「강함을 추구하는 두 사람」
강함을 찾아 완전빙의전을 벌이다가 레이센에게 사람이 모이는 이벤트를 배우고 그곳에서 보라, 그리고 최흉의 두 사람에게 도전한다 .총 5스테이지로 구성되어 있다.
토요사토미미노 미코 & 히지리 뱌쿠렌 '최강초인의 두 사람'
조사를 위해 두 사람의 심부름꾼인 후토와 이치린에게 완전빙의 협조를 구한 뒤 관객 앞에서 연설을 하기 위해 라이브 무대로 향한다. 그래서 유카리, 그리고 최흉의 두 사람에게 도전한다. 총 5스테이지로 구성되어 있다.
모노노베노 후토 & 쿠모이 이치린 「서로 양보할 수 없는 두 사람」
서로 사이가 좋지 않은 두 사람이 슬레이브와 마스터를 바꿔가며 싸우던 중 후토가 슬레이브 중 갑자기 꿈의 세계로 빠져들면서 이치린도 말려들고 만다.그 다음에는 뱌쿠렌과 미코에게 조사를 보고하러 향한다. 총 5스테이지로 구성되어 있다.
레이센·우돈게인·이나바 & 도레미 스위트 「광기의 토끼」
완전 빙의로 도레미가 보여주는 성격의 색다른 꿈 세계의 레이센이 현 세계에서 한바탕 난동을 시도한다. 전 4 스테이지로 구성되어 있다. 대전 상대는 동방심비록 엑스트라 스토리와 같다.
우사미 스미레코 & 도레미 스위트 「환상향은 꿈인가 현실인가」
현 세계에 있던 스미레코가 갑자기 꿈의 세계로 빠져들고 만다. 거기서 만난(실제로는 이미 완전 빙의되어 있던) 도레미를 만나 평소 꿈 세계의 스미레코가 자신을 몰아내고 현재의 자신이 쟁취하고 있는 것, 그에 따라 꿈 세계의 자신이 억압을 견디지 못하고 현 세계에서 날뛰고 있는 것을 알게 된다. 총 5스테이지로 구성되어 있다.
히나나이 텐시 & 스쿠나 신묘마루「하늘에서 온 안와무인」
완전빙의의 상대를 찾던 중 이윽고 서로 잘 맞게 된 두 사람이 지상을 지배하기 위해 강림한다. 총 5스테이지로 구성되어 있다.
야쿠모 유카리 & 하쿠레이 레이무 "최흉 최악의 두송이 꽃"
첸시와 신묘마루가 싸우는 동안 신묘마루가 전투 도중 슬레이브를 교체하여 최흉의 두 사람의 능력 구조를 알게 된 유카리는 슬레이브 측의 레이무와 협력하여 최흉의 두 사람과 싸운다. 전 1스테이지 시나리오 중 최단이다.
요리가미 시온 & 요리가미 조온 완전빙의 부작용
이변 후 완전빙의가 꿈의 세계에 간섭한다는 것을 알게 된 조온은 유카리의 의뢰로 시온과 함께 현 세계에서 난동을 부리고 있는 꿈의 세계 거주자를 사로잡으러 향하게 됐다. 전체 6개 스테이지에서 시나리오 중 가장 길다. 이 시나리오에서는 전투 상대가 모두 꿈의 세계 거주자이기 때문에 슬레이브 측은 모두 도레미 스위트가 맡게 돼 있다.

## 등장인물

### 신규 등장인물
여기서는 빙의화가 첫 등장인 인물을 해설한다.
요리가미 조온 ( 依神女苑 , よりがみ じょおん）
역병신, 또 다른 이름으로 재화를 조종하는 신. 시온의 쌍둥이 여동생으로 자기측은 항상 마스터. 부를 가져오는 여신이라고 자칭하지만 그것은 주위가 아니라 자신에 대한 부를 표현하므로 성격은 극악무도 그 자체이며, 다른 사람을 해칠 것을 아무렇지도 않게 여기며 돈은 없어지면 빼앗으면 된다고 호언장담하고 친언니에게조차 욕설을 퍼붓는다. 또 가난한 신의 누나를 상대로 빙의시켜 강제로 패배시키는 등 용의주도한 면도 가지고 있다. 실제로는 가난신의 누나를 상대로 빙의시킨 다음 서로의 슬레이브를 교환해 자신이 패배하는 순간 상대 마스터에게 쓰러뜨리게 하고, 그 마스터도 가난신의 누나의 능력으로 불운에 휘말리게 해 강제 패배에 이르게 하는 역할이다.
이번 이변의 배후로 불특정 다수의 인물에 빙의해 자신의 '재산을 소비시키는 정도의 능력'으로 부를 끌어올리는 것이 목적이었다.
이 작전으로 여러 상대의 강제 패배를 성공시켰지만, 최종적으로 그 책략을 유카리에게 간파당해 유카리의 능력으로 마스터가 된 레이무의 슬레이브가 되고 만다. 반대로 슬레이브 측에 있던 시온이 마스터가 되고, 유카리가 슬레이브가 된다. 그래서인지 부를 가져다주는 능력이 폭주해 슈퍼 빈곤 신으로 변한 시온을 쓰러뜨리려는 레이무를 거꾸로 돕는 신세가 되고 말았다. 이변 후에는 반성하여 명련사에서 뱌쿠렌의 품에서 수행하였으나 만족을 얻지 못하고 결국 도망. 그 후에는 다시 인간으로 분장하여 손님들로부터 부를 끌어 올리는 생활을 하고 있었다. 그럼에도 부를 잃어도 불행하지 않다고 느끼는 인간을 타깃으로 하는 데 적지 않은 성장은 하고 있는 모양새다. 이름의 유래는 꽃 이름인 히메조온으로 여겨진다.
요리가미 시온 ( 依神紫苑, よりがみ しおん）
가난한 신, 또 다른 이름을 재화로부터 지켜주는 신. 조온의 쌍둥이 언니로 자기 측은 늘 조온의 슬레이브. 이변에서는 자신이 대전 상대에게 완전 빙의해 승운을 없애고 강제 패배시키는 역할을 한다.성격은 자신의 '자신을 포함해 불운하게 만드는 정도의 능력'에 따라 아무리 노력해도 불행해질 뿐일 수도 있고 무기력. 하지만 진심을 내면 그동안 대상에서 잃어버린 재산, 운기가 빚, 불운으로 쌓여온 힘을 폭발시키며 슈퍼 빈곤신으로 변해 주위에 불운을 퍼뜨린다. 가난 신고에 환상향 주민들로부터도 꺼림칙하게 여겨져, 이변 후에는 받아주는 사람이 없어 하쿠레이 신사 경내에서 레이무의 심부름을 하고 있었지만, 유카리의 의뢰를 수행한 후에는 운기가 떨어지는 일이 없는 텐시와 친구가 되었다. 사실 완전빙의가 꿈의 세계에 간섭하고 있다는 것을 안다.  이름의 유래는 꽃 이름인 할지온으로 여겨진다. 여동생 조온의 이름의 유래 히메조온과 딱 두 개의 형상을 하고 있으며, 또 일부 지역에서는 '빈대풀'로 불리다가 꺾거나 따면 가난해진다고 하며, 자원이 빈곤신인 것은 여기서 따온 것이라고 한다.

### 기존 등장인물

#### 기존 등장인물
여기서는 빙의화가 초출이 아닌 등장인물의 목록이다.
- 하쿠레이 레이무
- 키리사메 마리사
- 이바라키 카센
- 후지와라노 모코우
- 스쿠나 신묘마루
- 쿠모이 이치린 & 운잔
- 히지리 뱌쿠렌
- 모노노베노 후토
- 토요사토미미노 미코
- 카와시로 니토리
- 코메이지 코이시
- 후타츠이와 마미조
- 우사미 스미레코
- 레이센·우돈게인·이나바
- 도레미 스위트
- 야쿠모 유카리
- 히나나이 텐시

## 음악
전작의 동방심비록에서 그대로 수록된 곡도 포함하여 이번 작품은 총 58곡이 수록되어 있으며, 이는 역대 작품 중에서도 가장 수록곡이 많다.
이변의 종자 - 작곡 : 아키히로
빙의투합 - 작곡 : 아키야마 우에
연대책인 - 작곡 : 아키히토
합록기록 - 작곡 : 아키야마 우에
이심동체 - 작곡 : 아키야마 우에루
장언대어 - 작곡 : 아키히토
지략종횡 - 작곡 : 아키야마 우에루
의기양양 - 작곡 : 아키히토
개연간근 - 작곡 : 아키야마 우에루
천의무봉 ~ Yellow Lily - 작곡 : 아키야마 우에
땅의 색은 노랑 ~ Primrose - 작곡 : 아키야마 마에
머쉬룸 왈츠 - 작곡: 아키야마 우에
성련선 하늘을 가다 - 작곡 : 아키히로
법력 하의 평등 - 작곡 : 아키히로
항상 불변의 참묘사 - 작곡 : 아키히토
빛나는 천구의 - 작곡 : 아키야마 우에루
계곡 갓파의 기술력 - 작곡 : 아키야마 우에
지저에 피는 장미 - 작곡 : 아키야마 우에루
심록의 너구리 숲에서 - 작곡 : 아키야마 우에
심기루 연무 - 작곡 : 아키히토
불멸의 레드 소울 - 작곡 : 아키히토
낙일에 빛나는 뒤집힌 성 - 작곡 : 아키야마 우에
천 개의 시련을 넘어 - 작곡 : 아키히로
꿈의 세계 포크로어 - 작곡 : 아키야마 우에
영원히 계속되는 회랑 - 작곡 : 아키히토
슬립 쉽 퍼레이드 - 작곡 : 아키야마 우에
다가오는 유정천 - 작곡 : 아키야마 우에루
오컬트 어트랙트 - 작곡: 아키야마 우에
네오 죽림 인 플레임 - 작곡 : 아키야마 우에
억만겁의 종 - 작곡 : 아키히토
이색연화접 ~ Red and White - 작곡 : ZUN 어레인지 : 콤프
연색 마스터 스파크 - 작곡: ZUN 어레인지: oiko
시대 아저씨와 하이칼라 소녀 - 작곡 : ZUN 어레인지 : 샤바타바 (Sound CYCLONE)
감정의 마천루 ~ Cosmic Mind - 작곡 : ZUN 어레인지 : NYO (Silver Forest)
오오미와 신화전 - 작곡 : ZUN 어레인지 : 도미의 잔뼈
쇼토쿠 전설 ~ True Administrator - 작곡 : ZUN 어레인지:매 (CROW'SCLAW)
아쿠타가와 류노스케의 갓파 ~ Candid Friend - 작곡 : ZUN 어레인지 : 유유
하르토만의 요괴소녀 - 작곡 : ZUN 어레인지 : 키시다(키시다 교단)
환상향의 후타츠이와 - 작곡 : ZUN 어레인지 : 슈조 (비누야)
망실의 이모션 - 작곡: ZUN 어레인지: 시궁창토끼
달까지 닿아라, 불사의 연기 - 작곡: ZUN 어레인지: ziki_7
빛나는 바늘의 소인족 ~ Little Princess - 작곡: ZUN 어레인지 : 피즈야
꽃 틈새의 배틀필드 - 작곡 : ZUN 어레인지 : Kou Ogata
라스트 오컬티즘 ~ 현대의 비술사 - 작곡 : ZUN 어레인지 : ARM
광기의 눈동자 ~ Invisible Full Moon - 작곡: ZUN 어레인지 : 비트 마리오
영원의 춘몽 - 작곡 : ZUN 어레인지 : 여우몽상
유정천변 ~ Wonderful Heaven - 작곡 : ZUN 어레인지 : 붉은 유성
밤이 내려온다 ~ Evening Star - 작곡 : ZUN 어레인지 : Elementas
언노운 X ~Occultly Madness - 작곡: ZUN
요리마시는 꿈과 현 사이에 ~ Necro-Fantasia - 작곡 : ZUN
오늘 밤은 표일한 에고이스트 (Live Ver) ~ Egoistic Flowers - 작곡: ZUN
행운유수 - 작곡 : 아키야마 우에
싹트는 의혹 - 작곡 : 아키히로
아직 꽃봉오리인 빙의화 - 작곡 : 아키야마 우에
진상으로 이어지는 지엽 - 작곡 : 아키야마 우에루
활짝 핀 빙의화 - 작곡 : 아키야마 우에
흩날리는 빙의화 꽃보라 - 작곡 : 아키야마 우에
유구한 증기기관 - 작곡: 아키야마 우로 어레인지: Kou Ogata

## 반항

### 평가
IGN의 하타시진은 '심기루'나 '심비록'과 같은 비뚤어진 시스템이 제거되고 심플한 시스템이나 간단한 명령어에 의해 동방 초보자나 격투 게임을 싫어하는 사람도 놀기 쉬워졌다고 평가하고, 라스보스인 의신 자매의 특성을 이용한 전개 등에는 깜짝 놀랐다고도 밝혔다.
또 밭은 온라인 격투 게임으로서의 균형이 잡혀 있다고 평가했다.
그러면서도 밭은 캐릭터 인선에 편중이 있음을 지적하고 특히 지명도가 높은 캐릭터가 집중된 '홍마향'이나 '화영총'에서 단 한 명도 등장하지 않은 점을 의문시했다.

## 관련 작품
완전 빙의 디스코그래피
본작의 오리지널 사운드 트랙이다. 제15회 박려신사 예대제 (2018년 5월 6일)에서 발표되었다.

### 내용주
1. ↑  2016년  12월 23일에 개최된 "두 번째부터 시작하는 라디오 VR"(二軒目から始まるラジオVR)에서 동방빙의화와는 별도로 ZUN이 신작(동방천공장)을 함께 제작 중이라는 말이 있었기 때문에 빙의화가 감주전의 속편인지는 불명확한 상태였다.

### 참조주
1. ↑  “RPG『アストロメイデン/アドベント』体験版や空中弾幕対戦アクション『東方憑依華』など“冬コミ”作品のDL配信が相次ぐ　ほか ～今週のフリゲ・インディーゲームトピックス”. 《もぐらゲームス》. Mogura. 2018년 1월 6일. 2018년 1월 6일에 확인함.
2. ↑  “プレスリリース - 株式会社Phoenixx”. 2021년 2월 13일. 2021년 2월 19일에 확인함.
3. ↑  “RPG『アスクギア』や空中弾幕対戦アクション『東方憑依華』など“冬コミ”頒布作品の情報が相次ぐ　ほか ～今週のフリゲ・インディーゲームトピックスRPG”. 《もぐらゲームス》. Mogura. 2017년 12월 23일. 2018년 1월 1일에 확인함.
4. 1 2 3  畑史進 (2018년 1월 15일). “東方憑依華 ～ Antinomy of Common Flowers. レビュー”. IGN. 2018년 2월 2일에 확인함.

## 같이 보기
- 도시 전설